# Mandy Niklaus
Pour les articles homonymes, voir Niklaus.
Mandy Niklaus, née Mandy Dick le 1er mars 1956 à Dresde, est une escrimeuse allemande ayant représenté, durant sa période d'activité, l'Allemagne de l'Est en compétition. Elle est l'une des deux seuls représentants du pays à décrocher une médaille aux championnats du monde d'escrime en décrochant le bronze en 1982.
Elle a pris la neuvième place aux Jeux de 1980 à Moscou.
Elle est la mère de l'athlète André Niklaus.

## Palmarès
- Championnats du monde d'escrime
  -  Médaille de bronze aux championnats du monde d'escrime 1982 à Rome